# Indigirka
Indigirka (rus. Индиги́рка) je velika ruska rijeka u Jakutskoj republici na krajnjem istoku Sibira duga 1 409 km.

## Zemljopisne karakteristike
Indigirka se formira spajanjem rječica Tuora-Jurjah i Tarin-Jurjah na sjevernim obroncima Halkanskog gorja, nakon tog teče gotovo pravilno prema sjeveru, do svog ušća u Istočnosibirsko more, gdje formira veliku delta od 5 500 km².
Indigirka ima porječje veliko oko 360 000 km², koje se proteže po Jakutskoj republici. Ono se da podijeliti na dva dijela, gorski - dug 640 km, u kom rijeka ima brzi protok, i nizinski, dug 1 086 km u kom se rijeka razlijeva, po ogromnim ravnicama.
Prosječni protok rijeke jako varira - najveći je u ljeto, od lipnja do srpnja kad rijeka poraste 7,5 -11,2 m, ali tokom zime kad nema oborina - jako padne. 
Rijeka se ledi krajem rujna, ili početkom listopada, i ostaje pod ledom do kraja svibnja.
U porječju ima nalazišta zlata, rijeka je plovna 1 134 km uzvodno, sve do gradića Ust-Nera, ali samo par ljeti.

## Vanjske poveznice
|  | Zajednički poslužitelj ima još gradiva o temi Indigirka |

- Индигирка na portalu Большая советская энциклопедия  Arhivirana inačica izvorne stranice od 14. ožujka 2012. (Wayback Machine) (rus.)